# William Montagu-Douglas-Scott (6. książę Buccleuch)

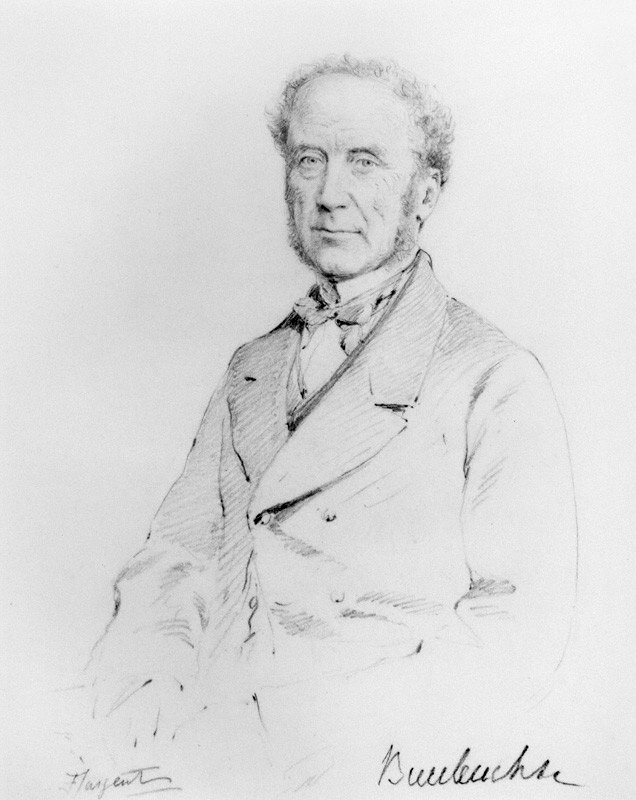
Książę Buccleuch

William Henry Walter Montagu-Douglas-Scott KG, KT (ur. 9 września 1831 w Londynie, zm. 5 listopada 1914 w Londynie) – brytyjski arystokrata, najstarszy syn Waltera Montagu-Douglasa-Scotta, 5. księcia Buccleuch, i lady Charlotte Anne Thynne, córki 2. markiza Bath.
Wykształcenie odebrał w londyńskiej Eton College i w Christ Church na Uniwersytecie w Oksfordzie. Był działaczem Partii Konserwatywnej i członkiem Izby Gmin w latach 1853–1868 i 1874–1880, za każdym razem reprezentując okręg wyborczy Midlothian. Był również podpułkownikiem (Lieutenant-Colonel) ochotników z Midlothian (lata 1856–1872). Od 1858 r. był ponadto kapitanem Królewskiej Kompanii Łuczników i Lordem Namiestnikiem Dumfries.
W 1884 r. odziedziczył po ojcu tytuły 6. księcia Buccleuch i 8. księcia Queensberry. W 1875 r. został kawalerem Orderu Ostu. Zrezygnował z niego w 1897 r., kiedy to został kawalerem Orderu Podwiązki. W 1901 r. książę został członkiem Tajnej Rady.
22 listopada 1859 r. w Londynie, William poślubił lady Louisę Jane Hamilton (26 sierpnia 1836, zm. 20 marca 1912), córkę Jamesa Hamiltona, 1. księcia Abercorn i lady Louisy Jane Russel. William i Louisa mieli razem sześciu synów i dwie córki:
- Walter Henry Scott (17 stycznia 1861, zm. 18 września 1886), hrabia Dalkeith
- John Charles Montagu-Douglas-Scott (30 marca 1864, zm. 18 października 1935), 7. książę Buccleuch i 9. książę Queensberry
- George William Montagu-Douglas-Scott (31 sierpnia 1866, zm. 23 lutego 1947)
- Henry Francis Montagu-Douglas-Scott (15 stycznia 1868, zm. 19 kwietnia 1945), weteran wojen burskich i I wojny światowej, Strażnik Pokoju w Dumfriesshire, Roxburghshire i Berwickshire, nie ożenił się i nie miał dzieci
- Herbert Montagu-Douglas-Scott (30 listopada 1872, zm. 17 czerwca 1944)
- Katherine Mary Montagu-Douglas-Scott (25 marca 1875 – 7 marca 1951), żona Thomasa Waltera Branda, 3. wicehrabiego Hampden
- Constance Anne Montagu-Douglas-Scott (10 marca 1877 – 7 maja 1970), żona Douglasa Halyburtona Cairnsa. Miała dzieci
- Francis George Montagu-Douglas-Scott (1 listopada 1879, zm. 26 lipca 1952)